# Rino Gasparrini
Pour les articles homonymes, voir Gasparini.
Rino Gasparrini, né le 8 avril 1992 à San Benedetto del Tronto (Marches), est un coureur cycliste italien.

## Palmarès sur route

### Par année
- 2011
  - Trophée Lampre
  - Circuito Mezzanese
  - 2e du Trofeo d’Autunno
  - 3e de la Coppa Città di Bozzolo
- 2012
  - Circuito di Sant'Urbano
  - Gran Premio della Possenta
  - Circuito del Termen
  - Mémorial Carlo Valentini
  - 1rea étape du Tour de Tenerife (contre-la-montre par équipes)
  - Giro dei Tre Ponti
  - Targa Libero Ferrario
  - Trophée Raffaele Marcoli
  - 2e du Mémorial Vincenzo Mantovani
  - 2e du Circuito Alzanese
  - 3e de la Coppa San Bernardino
  - 3e du Gran Premio Sannazzaro
  - 3e de la Coppa San Vito
  - 3e de la Coppa Città di Bozzolo
- 2013
  - Coppa Ardigò
  - Mémorial Denis Zanette
  - 3e du Gran Premio Sportivi Poggio alla Cavalla
  - 3e du Circuito Castelnovese
- 2014
  - 1re étape du Tour du Táchira
  - 2e du Circuito del Porto-Trofeo Arvedi
- 2015
  - La Popolarissima
  - Trofeo Gianfranco Bianchin
- 2016
  - Circuito di Sant'Urbano
  - Circuito del Termen
  - 2e de La Popolarissima
  - 2e du Mémorial Benfenati
  - 2e de la Medaglia d'Oro Città di Monza
  - 3e du Gran Premio d'Autunno
- 2017
  - 2e du Circuito di Sant'Urbano
  - 3e du Gran Premio d'Autunno

### Classements mondiaux
| Année            | 2014 | 2015 | 2016 | 2017   |
| ---------------- | ---- | ---- | ---- | ------ |
| UCI Africa Tour  |      | 139e |      |        |
| UCI Asia Tour    |      |      | 409e |        |
| UCI America Tour | 210e |      |      |        |
| UCI Europe Tour  | 315e | 523e |      | 1 720e |

## Palmarès sur piste

### Championnats du monde
- Moscou 2009
  -  Médaillé d'argent du keirin juniors

### Championnats d'Europe
- Saint-Pétersbourg 2010
  -  Médaillé d'argent de la vitesse par équipes juniors
  -  Médaillé d'argent du kilomètre juniors
  -  Médaillé d'argent de la vitesse individuelle juniors

### Championnats nationaux
- 2009
  -  Champion d'Italie de vitesse juniors
  -  Champion d'Italie de keirin juniors
  - 2e du championnat d'Italie du kilomètre juniors
- 2010
  -  Champion d'Italie de vitesse par équipes juniors (avec Davide Ceci et Giacomo Del Rosario)
  -  Champion d'Italie du kilomètre juniors
  -  Champion d'Italie de keirin juniors